# Valérie Decobert
Valérie Decobert, née le 14 décembre 1975 à Gennevilliers, est une actrice française. Elle est notamment connue pour avoir incarné le rôle de Frédérique Castelli alias « Fred » dans la série télévisée Caméra Café.

## Biographie
Valérie Decobert est la fille d'un père facteur et d'une mère institutrice. Elle passe son enfance et son adolescence à Gennevilliers.
Elle fait la connaissance de l'acteur Yvan Le Bolloc'h, alors qu'elle joue au théâtre Un barrage contre le Pacifique et devient amie avec lui. C’est grâce à lui qu’elle obtiendra un rôle dans la série Caméra Café.

### Vie privée
Valérie Decobert a été en couple avec l'acteur Nicolas Koretzky (apparu dans Caméra Café en 2002). Ensemble, ils ont eu une fille prénommée Plume.

## Filmographie

### Cinéma
- 2001 : J'ai faim !!! de Florence Quentin : Sonia.
- 2001 : Divine Comédie (court métrage) de François Villard : Claire.
- 2003 : Une souris verte (3 blind mice) de Mathias Ledoux : Cathy.
- 2004 : Arsène Lupin de Jean-Paul Salomé : La comédienne du Train.
- 2005 : Espace Détente de Bruno Solo et Yvan Le Bolloc'h : Fred Castelli.
- 2006 : Le Grand Appartement de Pascal Thomas : Annette.
- 2009 : Le Séminaire de Charles Nemes : Fred Castelli.
- 2010 : Il reste du jambon ? d'Anne Depétrini : La patronne du Two to Crock.
- 2013 : Le Goût du partage de Sandrine et Catherine Cohen : Valérie.
- 2018 : Je vais mieux de Jean-Pierre Améris : Sylvie
- 2018 : L'école est finie d'Anne Depétrini : Fabienne
- 2019 : À cause des filles..? de Pascal Thomas

### Télévision
- 2001 - 2003 : Caméra Café (série télévisée, 76 épisodes) : Frédérique Castelli
- 2003 : Femmes de loi (série télévisée, saison 4, épisode 1 : Tableau de chasse) : Edith
- 2004 : Fabien Cosma (série télévisée, épisode Droit de regard) : Anaïs
- 2004 - 2007 : Élodie Bradford (série télévisée)
- 2004 : Avocats et Associés (série télévisée, saison 11, épisode 5 : Mal-aimé) : Sophie Fageol.
- 2004 : Ils voulaient tuer de Gaulle (téléfilm) de Jean-Teddy Filippe : Geneviève Bastien-Thiry.
- 2005 : Faites comme chez vous ! (série télévisée, épisodes 20 à 23) : Béatrice Caussin.
- 2006 : Homicides (série télévisée, saison 1, épisode 1 : Mort d'un prince charmant) : Cécile Ratel
- 2009 : Services sacrés (série télévisée, saison 1, épisode 1) : Peinture vive : Eve Catraz
- 2010 : Un mari de trop, téléfilm de Louis Choquette : Nathalie Vasseur
- Série Les Dames (série télévisée, 7 épisodes) : Jeannette
  - 2011 : Dame de cœur de Charlotte Brandström
  - 2011 : Dame de pique de Philippe Venault
  - 2012 : Dame de carreau d'Alexis Lecaye
  - 2013 : Dame de trèfle de Philippe Venault
  - 2013 : Dame de sang d'Alexis Lecaye et Camille Bordes-Resnais
  - 2014 : Dame d'atout d'Alexis Lecaye et Camille Bordes-Resnais
  - 2014 : Dame de cendres de Patrice Martineau
- 2013 : Profilage (série télévisée, saison 4, épisode 5 : Disparus) : Claire Laffont
- 2015 : Clem (saison 5, épisode 4) : C'est pas gagné ! : Mme Mercier, la prof. de français de Dimitri
- 2016 : Section de recherches (série télévisée, saison 10, épisode 11 : Le roi du carnaval) : Isabelle Carriau
- 2018 : Nu (série OCS) d'Olivier Fox : Mathilde
- 2021 : Disparition inquiétante (série télévisée, épisode Instincts maternels)
- 2022 : Un si grand soleil : Carole Martinez
- 2023 : Caméra Café, 20 ans déjà (téléfilm) de Bruno Solo et Yvan Le Bolloc'h : Fred Castelli
- 2023 : Mémoires à vif de Julie Gali : Colette

## Théâtre
- 1992 : Les Amours de Don Perlimplin avec Elise et son jardin
- 1995 : W ou le Souvenir d'enfance
- 1996 : La Sorcière du placard aux balais...
- 1996 : Rosa colère
- 1997 : Le Chien de Jean-Marc Dalpé mise en scène de Catherine Lacroix, Théâtre de l'épouvantail
- 1998 : Alors quoi
- 1999 : Liliane et l'Odyssée
- 1999 : Un barrage contre le Pacifique de Marguerite Duras, adaptation Geneviève Serreau, mise en scène Gabriel Garran, Théâtre International de Langue Française puis Théâtre Antoine
- 2000 : Les Papillons blancs
- 2000 : La Clef de l'ascenseur
- 2001 : Le Ventriloque de Larry Tremblay, mise en scène Gabriel Garran, Théâtre International de Langue Française
- 2007 : Jour de neige
- 2008 : Rose
- 2014 : Ticket Gagnant de Casanova-Tomasini, mise en scène David Brécourt, Théâtre du Petit Gymnase
- 2016 : L'Éveil du chameau de Murielle Magellan, mise en scène Anouche Setbon, Théâtre de l'Atelier

## Doublage

### Cinéma

#### Films
- Pilar Castro dans :
  - À travers ma fenêtre (2022) : Tere
  - À travers ma fenêtre 2 : L'Amour pour horizon (2023) : Tere
  - À travers ma fenêtre 3 : Les yeux dans les yeux (2024) : Tere
- 2013 : Last Days of Summer : Mandy (Maika Monroe)
- 2014 : The Dead Lands : Turikatuku (Mere Boynton)
- 2016 : Une vie entre deux océans : Gwen Potts (Emily Barclay)
- 2016 : Criminal : Un espion dans la tête : la pharmacienne (Priyanga Burford)
- 2017 : Barry Seal: American Traffic : Lucy Seal (Sarah Wright)
- 2017 : Kingsman : Le Cercle d'or : Clara von Gluckfberg (Poppy Delevingne)
- 2017 : Ten : Minnie (Cassidy Gifford)
- 2020 : Ultras : Terry (Antonia Truppo)
- 2023 : Simetierre : Aux origines du mal : ? (?)
- 2024 : L'Âme du chasseur : ? (?)

### Télévision

#### Séries télévisées
- Celia Keenan-Bolger (en) dans :
  - The Good Wife (2015) : Wendy Searle (saison 7, épisode 7)
  - Blue Bloods (2017) : Ellen Turner (saison 7, épisode 18)
  - Bull (2018) : Kristen Grayson (saison 2, épisode 19)
- 2014-2016 : Les 100 : Zoe Monroe (Katie Stuart) (15 épisodes)
- 2015 : Hannibal : Molly Graham (Nina Arianda) (saison 3)
- 2015-2017 : Game of Thrones : Obara Sand (Keisha Castle-Hughes) (8 épisodes)
- 2016 : Shadowhunters : Maureen Brown (Shailene Garnett (en)) (saison 1)
- 2016 : Stranger Things : Diane Hopper (Jerri Tubbs) (saison 1, épisodes 5 et 8)
- 2016-2017 : Billions : Shari Strang (Kaliswa Brewster) (6 épisodes) et Stephanie Reed (Shaunette Renee Wilson) (7 épisodes)
- 2017 : The Sinner : Maddie Beecham (Danielle Burgess) (saison 1)
- 2017-2022 : The Handmaid's Tale : La Servante écarlate : Rita (Amanda Brugel) (35 épisodes)
- 2018-2019 : Ray Donovan : Amber McGrath (Kate Arrington) (4 épisodes)
- 2019 : DC Titans : Adeline (Mayko Nguyen) (saison 2)
- 2020 : Luna nera : Segesta (Martina Limonta)
- 2024 : Chocolat amer : Valentina (Gabriela Cartol (es))

#### Séries d'animation
- 2013-2019 : Steven Universe : Bismuth
- 2016-2018 : Chasseurs de trolls : Darcy

### Jeux vidéo
- 2017 : Mass Effect: Andromeda : voix additionnelles
- 2020 : Warface : Breakout : l'annonceuse
- 2020 : Hyrule Warriors : L'Ère du Fléau : Gerudo

## Voix off
- En pleine nature avec Bear Grylls : Uzo Aduba